# چوپاکا
چوپاکا (به اسپانیایی: Chupaca) یک شهر در پرو است که در منطقه خونین واقع شده‌است. چوپاکا ۹٬۸۷۷ نفر جمعیت دارد و ۳٬۲۶۳ متر بالاتر از سطح دریا واقع شده‌است.